# Rallye Monte Carlo 1989
Die 57. Rallye Monte Carlo war der 2. Lauf zur Rallye-Weltmeisterschaft 1989. Sie fand vom 21. bis zum 26. Januar in der Region von Monaco statt.

## Klassifikationen

### Endergebnis
| Rang | Fahrer          | Co-Pilot                | Auto                   | Zeit (Std./Min./Sek.) | Rückstand Sieger (Min./Sek.) Rückstand V (Min./Sek.) |
| ---- | --------------- | ----------------------- | ---------------------- | --------------------- | ---------------------------------------------------- |
| 1    | Miki Biasion    | Tiziano Siviero         | Lancia Delta Integrale | 7:13:27               | 00:00                                                |
| 2    | Didier Auriol   | Bernard Occelli         | Lancia Delta Integrale | 7:19:54               | 06:27                                                |
| 3    | Bruno Saby      | Jean-François Fauchille | Lancia Delta Integrale | 7:21:08               | 07:41 01:14                                          |
| 4    | Hannu Mikkola   | Christian Geistdörfer   | Mazda 323 4WD          | 7:25:41               | 12:14 04:33                                          |
| 5    | Juha Kankkunen  | Juha Piironen           | Toyota Celica GT4      | 7:28:16               | 14:49 02:35                                          |
| 6    | Patrick Snijers | Dany Colebunders        | Toyota Celica GT4      | 7:31:38               | 18:11 03:22                                          |
| 7    | Dario Cerrato   | Gianni Vasino           | Lancia Delta Integrale | 7:44:21               | 30:54 12:43                                          |
| 8    | Marc Duez       | Alain Lopes             | BMW M3 E30             | 7:47:29               | 34:02 03:08                                          |
| 9    | Paola De Martin | Umberta Gibellini       | Audi 90 quattro        | 7:58:33               | 45:06 11:04                                          |
| 10   | Alain Oreille   | Gilles Thimonier        | Renault 5 GT Turbo     | 7:59:30               | 46:03 00:57                                          |

Insgesamt wurden 83 von 172 gemeldeten Fahrzeuge klassiert:

### Fahrer-Weltmeisterschaft
| Pos. | Fahrer           | Punkte |
| ---- | ---------------- | ------ |
| 1    | Ingvar Carlsson  | 20     |
| 2    | Miki Biasion     | 20     |
| 3    | Per Eklund       | 15     |
| 4    | Didier Auriol    | 15     |
| 5    | Kenneth Eriksson | 12     |

### Herstellerwertung
| Pos. | Team    | Punkte |
| ---- | ------- | ------ |
| 1    | Lancia  | 20     |
| 2    | Mazda   | 12     |
| 3    | Toyota  | 10     |
| 4    | Renault | 9      |
| 5    | BMW     | 4      |